# Willem Raadsveld
Willem Raadsveld (Hoorn, 1947) studeerde contrabas aan het conservatorium te Den Haag en Muziekwetenschap aan de Universiteit van Amsterdam. Hij voelde zich eerst met de jazzmuziek verbonden en speelde van 1970 tot 1995 in de Frits Landesbergen Big Band. Hij speelde van 1982 tot 2009  in het orkest van het Internationaal Danstheater te Amsterdam. Begon in 1973 samen met Jan Chris van Kooten het Roemeense orkest "Lautarii". Hij maakte vanaf de oprichting deel uit van het trio: Twee Violen en een Bas samen met Niki Jansen viool en Jos Koning eveneens viool.

## Discografie
Langspeelplaten;
Met het Folkloristisch Danstheater;
- Het eeuwig ritueel                                 1985/Cadans 15046
- Seizoenen van jaar en leven                        1985/Cadans 15047
- 25 jaar Folkloristisch Danstheater                 1987/Cadans 15048
- van Zwarte Woud tot Zwarte Zee                     1988/FD records 4881

Met "Knerp"
- Twee violen en een bas                             1982/Hakketoon 1982-18
- Knerp                                              1984/Discus 7043

Diversen;
- The lost angel (Marion Arts,Robbie Lavën)          1984/Pan 115
- Siperkov balkan muziek                                 /Haseart 001

CD's;
Met het Internationaal Danstheater;
- van Zwarte Woud tot Zwarte zee                     1988/FD records 4881
- Mare Nostrum                                       1989/FD records 5901
- Zijderoute                                         1991/FD records 6911
- Het orkest                                         1992/FD records 7921
- De Reizigers                                       1994/FD records 8941
- Uit de Nieuwe Wereld                               1994/FD records 9942
- Karpaten                                           1995/FD records 10951
- Moeder India                                       1988/FD records 12981
- De Ziel van de Zwarte Zee                          1998/FD records 13982
- Tussen Amsterdam en Samarkand                      1999/ID records 15991
- Handen en Voeten                                   2000/ID records 16001
- Alexander                                          2001/ID records 17011
- Kavkas                                             2002/ID records 18021
- Rode Peper                                         2003/ID records 19301
- Reizigers uit Rajasthan                            2004/Cobra 0010

Met "Twee violen en een bas";
- Amsterdam 1700                                     1990/Syncoop - 5751 CD 115
- Twee eeuwen Hollandse Dansmuziek                   1996/Syncoop - 5756 CD 198
- De Streken van Rembrandt                           2006/Syncoop - 5765 CD 282
- De Manuscripten                                    2007/CUP 8034
- De Graaf van Buuren                                2010/PAN 220

Diversen;
- Muzikale Rondreis  "Ciobanita"                     STH Favourites CD 1499292
- Vlindere (Sjra Puts) 1 track                       Marlstone      CDL 9412